# Bad Girls (film)
Bad Girls is een film uit 1994 onder regie van Jonathan Kaplan.

## Verhaal
Wanneer Cody een vriendin helpt die bijna wordt verkracht, vermoordt ze de man. Ze wordt ter dood veroordeeld, maar haar drie vriendinnen helpen haar en ze vluchten voor de politie. Ze halen al hun geld op bij de bank en willen een nieuw leven beginnen. Helaas voor hen komt er een vervelende ex van Cody in beeld die erg lastig kan zijn.

## Rolverdeling
| Acteur                | Personage       |
| --------------------- | --------------- |
| Madeleine Stowe       | Cody Zamora     |
| Andie MacDowell       | Eileen Spenser  |
| Drew Barrymore        | Lilly Laronette |
| Mary Stuart Masterson | Anita Crown     |
| James Russo           | Kid Jarrett     |
| James LeGros          | William Tucker  |